# Agrochola nigribasalis
Agrochola nigribasalis là một loài bướm đêm trong họ Noctuidae.